# Юбилейная медаль «50 лет Байкало-Амурской магистрали»
Юбиле́йная меда́ль «50 ле́т Байка́ло-Аму́рской магистра́ли» — юбилейная медаль Российской Федерации учреждённая Указом Президента Российской Федерации от 29 августа 2022 № 588 в честь 50-летнего юбилея БАМа.

## Положение о медали

### Основания для награждения
Юбилейной медалью «50 лет Байкало-Амурской магистрали» награждаются:
- Активные участники строительства, реконструкции, развития и обслуживания Байкало-Амурской железнодорожной магистрали и объектов ее инфраструктуры, в том числе военнослужащие Вооруженных Сил Российской Федерации.

### Правила ношения
Носится на левой стороне груди и располагается после государственных наград Российской Федерации либо после юбилейных медалей (при их наличии). Порядок ношения юбилейных медалей соответствует порядку их учреждения. Старшей наградой является медаль «В память 800-летия Нижнего Новгорода».

## Описание медали
Юбилейная медаль "50 лет Байкало-Амурской магистрали" изготавливается из медно-никелевого сплава и имеет форму круга диаметром 32 мм. Края медали окаймлены выпуклым бортиком с обеих сторон.
На лицевой стороне медали - движущийся по полукруглому виадуку локомотив с железнодорожным составом на фоне стилизованного изображения гор и тайги. Вверху, по окружности, - надпись рельефными буквами: "50 ЛЕТ БАЙКАЛО-АМУРСКОЙ МАГИСТРАЛИ".
На оборотной стороне медали - рельефные цифры "1974 - 2024".
Медаль при помощи ушка и кольца соединяется с пятиугольной колодкой, обтянутой шелковой муаровой лентой темно-зеленого цвета с полосками белого цвета вдоль краев ленты и одной продольной полоской белого цвета посередине ленты. Ширина ленты - 24 мм. Ширина каждой из полосок - 2 мм.